# ソー・ウーイック
ソー・ウーイック（英語: Soh Wooi Yik、中国語 : 蘇偉譯、1998年2月17日 - ）は、マレーシアの男子バドミントン選手。BWF世界ランキング最高位は2位。男子ダブルスのオリンピック２大会連続銅メダリスト。

## 経歴
2021年、東京オリンピックにアーロン・チアとペアを組みマレーシア代表として出場。準決勝では、中国の李俊慧、劉雨辰ペアに22-24, 13-21で敗れる。その後の3位決定戦では、インドネシアのモハマド・アッサン、ヘンドラ・セティアワンペアと対決。17-21, 21-17, 21-14のファイナルに及ぶ試合に勝利し、見事オリンピック銅メダルを獲得した。
2022年の世界選手権では、第6シードとして出場。決勝ではインドネシアのモハマド・アッサン、ヘンドラ・セティアワンペアと対戦し、21-19, 21-14で勝利し優勝。マレーシア人として初の世界選手権優勝を達成した。
2023年、10月のデンマーク・オープンでは、決勝でムハマド・ショヒブル・フィクリ / バガス・マウラナを破って優勝。BWFワールドツアー初タイトル獲得となった。